# Ceropales
Genre
Synonymes
Ceropalis
Ceropales est un genre d'insectes hyménoptères apocrites de la famille des Pompilidae et de la sous-famille des Ceropalinae.

## Liste de espèces
- Ceropales africana Moczar, 1989
- Ceropales albicincta (Rossi, 1790)
- Ceropales bipunctata Say, 1824
- Ceropales brevicornis Patton, 1879
- Ceropales cubensis Cresson, 1865
- Ceropales elegans Cresson, 1872
- Ceropales femoralis Cresson, 1869
- Ceropales fulvipes Cresson, 1872
- Ceropales hatoda Brimley, 1928
- Ceropales karooensis Arnold, 1937
- Ceropales kriechbaumeri Magretti, 1884
- Ceropales latifasciatus Arnold, 1937
- Ceropales ligea Bingham 1903
- Ceropales longipes Smith, 1855
- Ceropales maculata (Fabricius) 1775 - type
- Ceropales neomexicana Rohwer, 1915
- Ceropales nigripes Cresson, 1867
- Ceropales pacifica Townes, 1957
- Ceropales pictus Shuck, 1837
- Ceropales punctulatus Cameron, 1904
- Ceropales pygmaeus Kohl, 1879
- Ceropales robni Cresson, 1867
- Ceropales rugata Townes, 1957
- Ceropales scobiniferus Arnold, 1937
- Ceropales variegata (Fabricius, 1798)
- Ceropales variolosus Arnold, 1937